# Bădești, Cluj

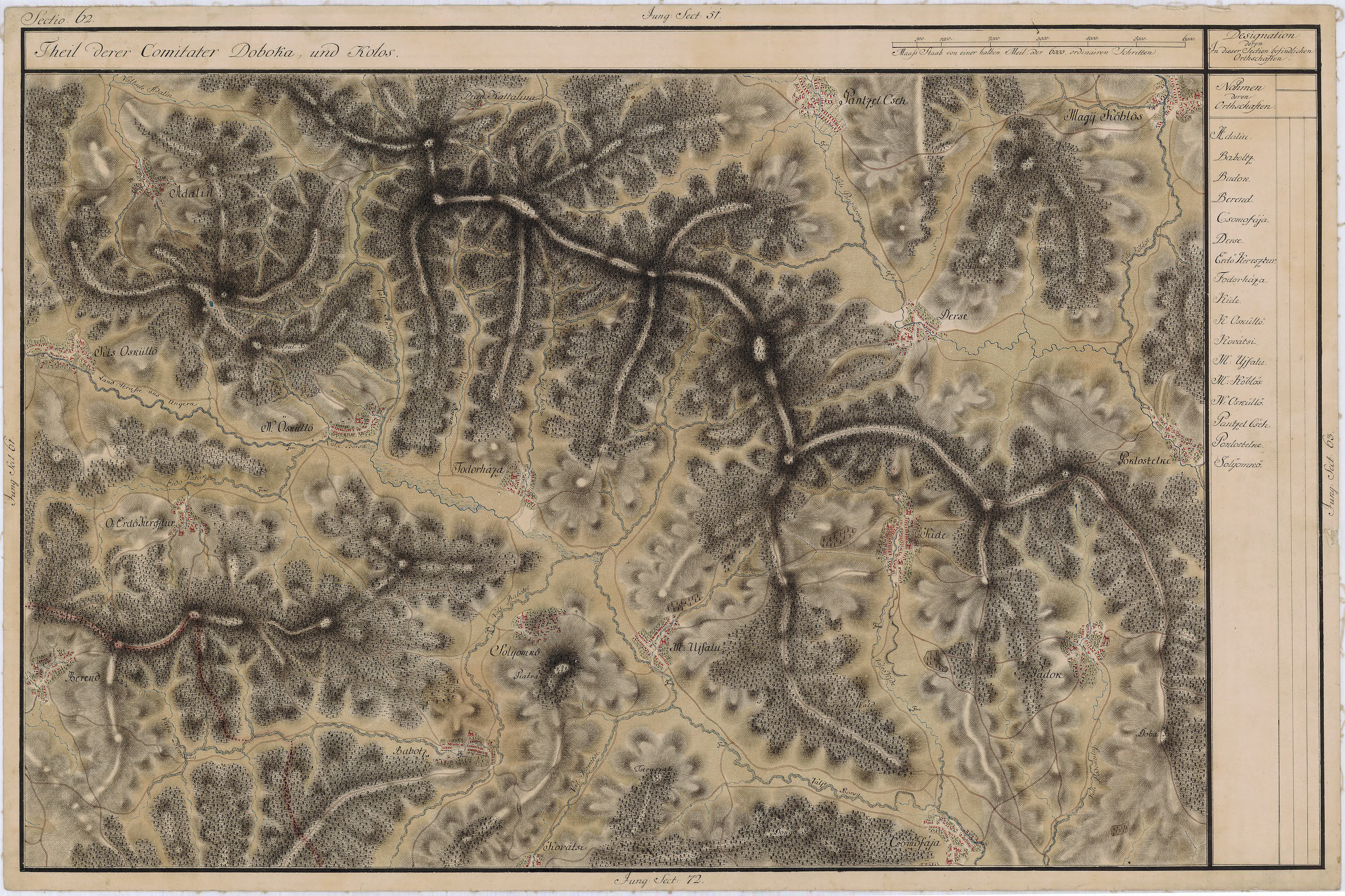
Bădeşti pe Harta Iosefină a Transilvaniei, 1769-1773

Bădești /bədesxtj/ (în maghiară Bádok) este un sat în comuna Vultureni din județul Cluj, Transilvania, România.

## Monumente istorice
- Biserica Reformată-Calvină, din secolul al XIII-lea (inițial Romano-Catolică).

## Galerie de imagini

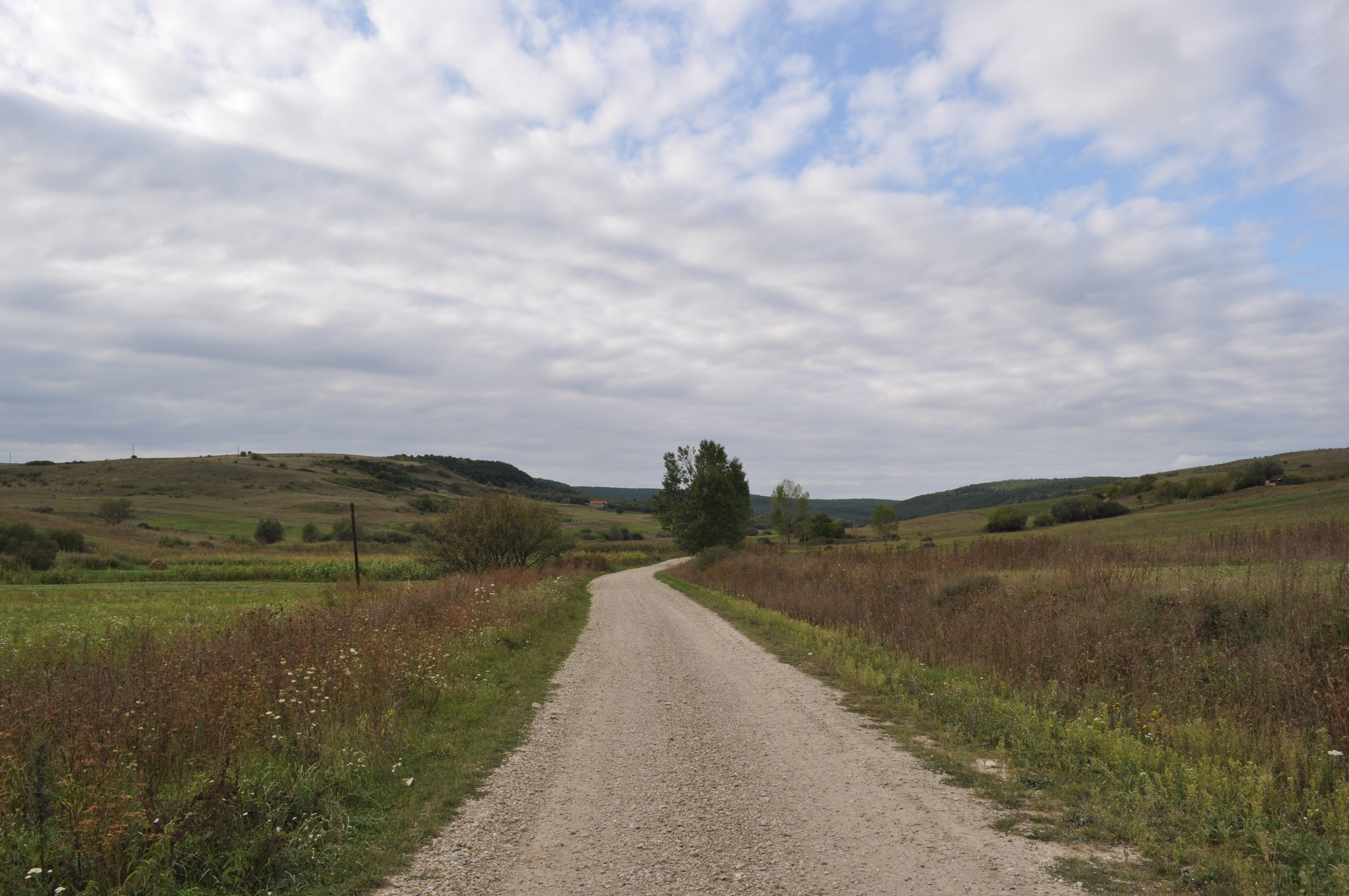
Panoramă dinspre Răscruci
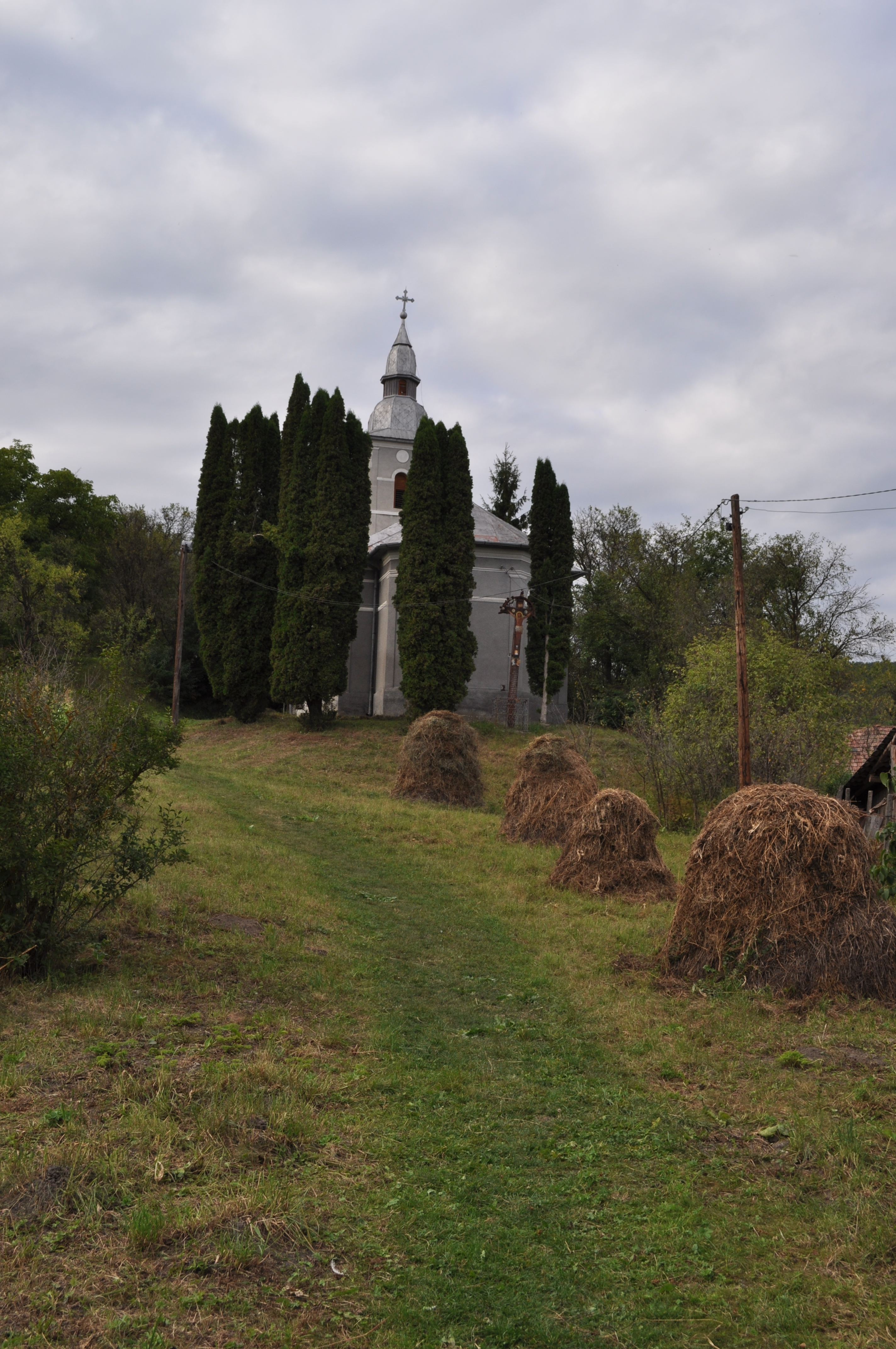
Biserica ortodoxă (1956)
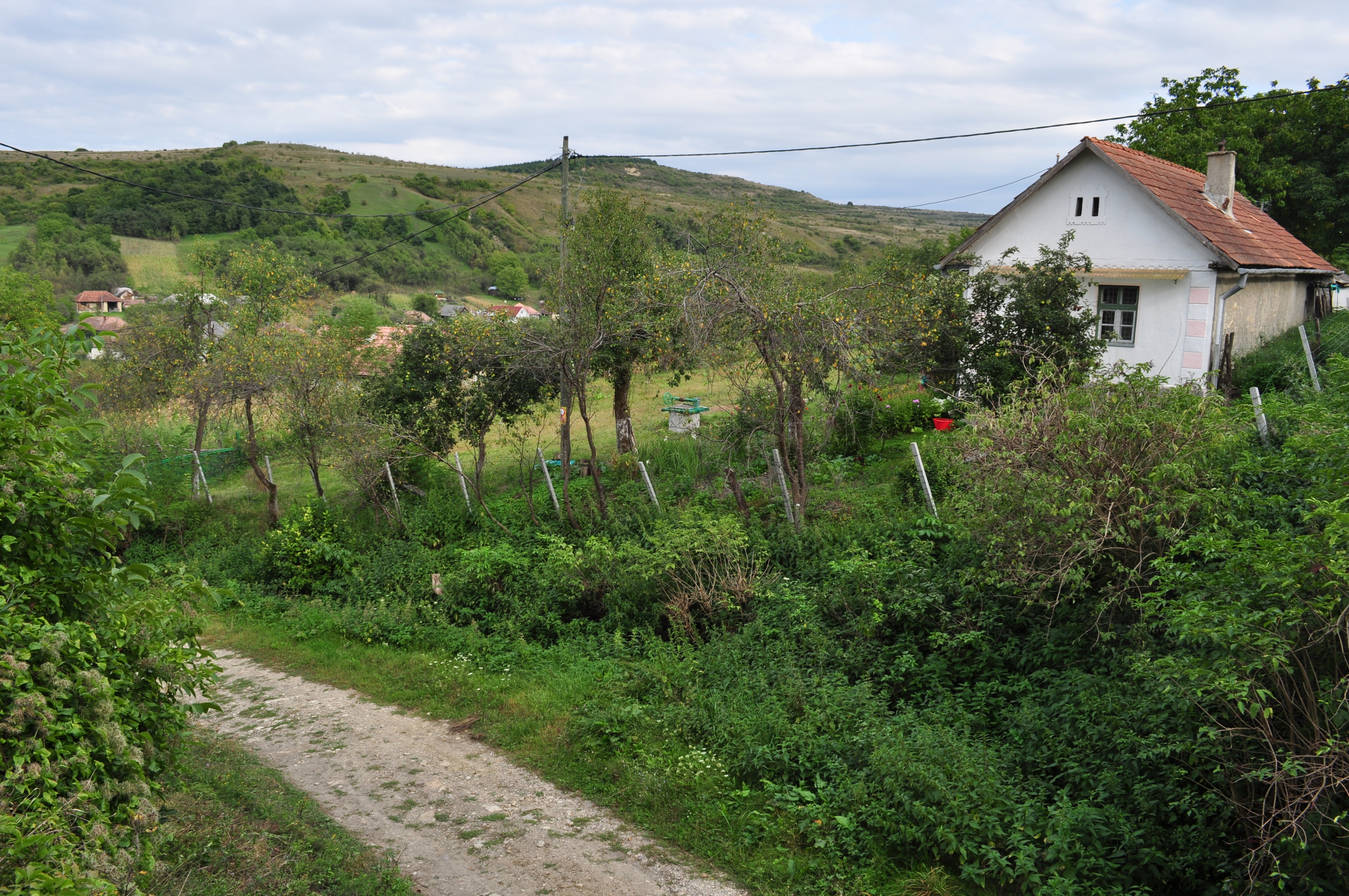
Bădeşti
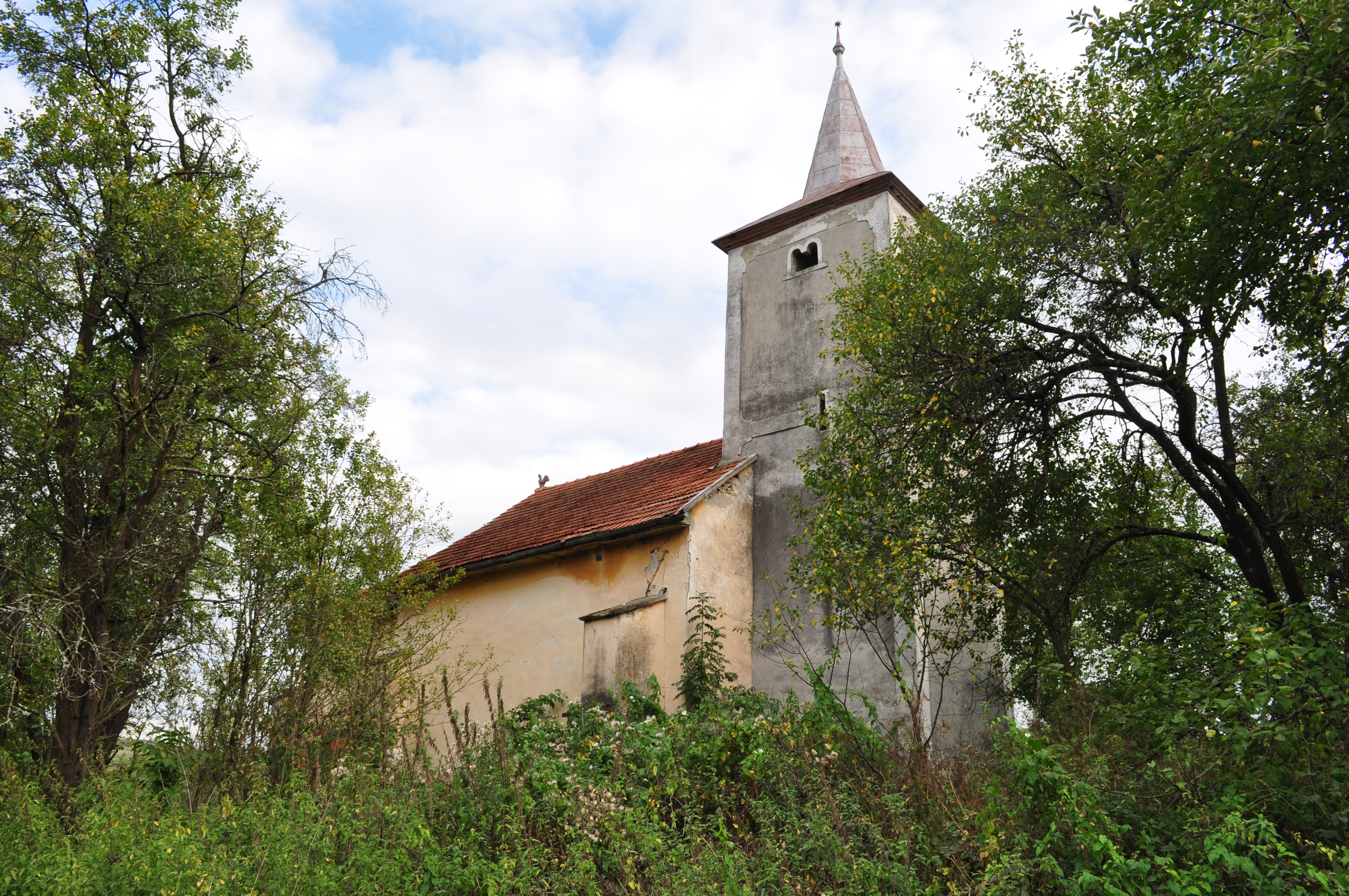
Biserica reformată (sec.XIII)
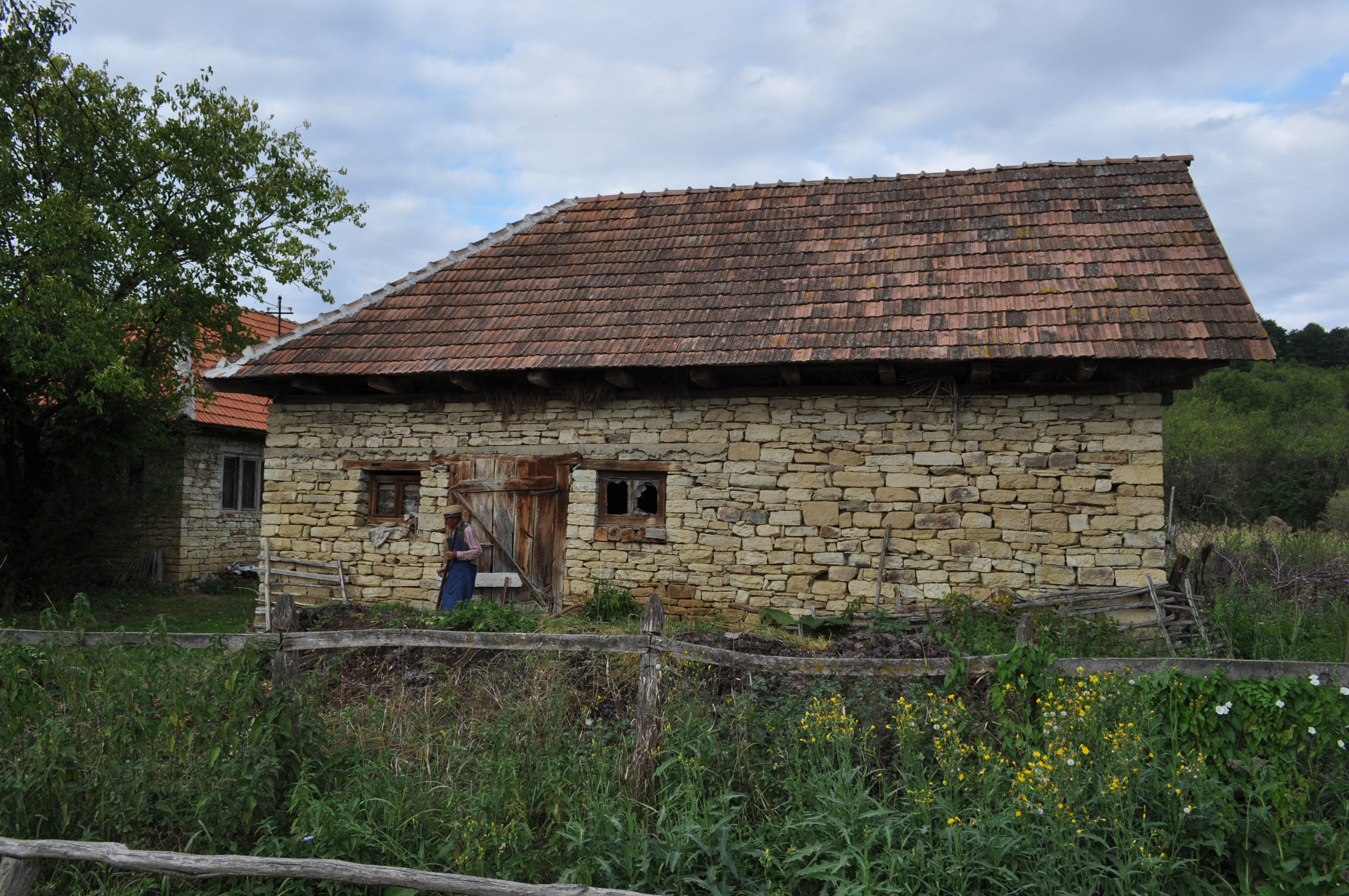
Casă tradițională
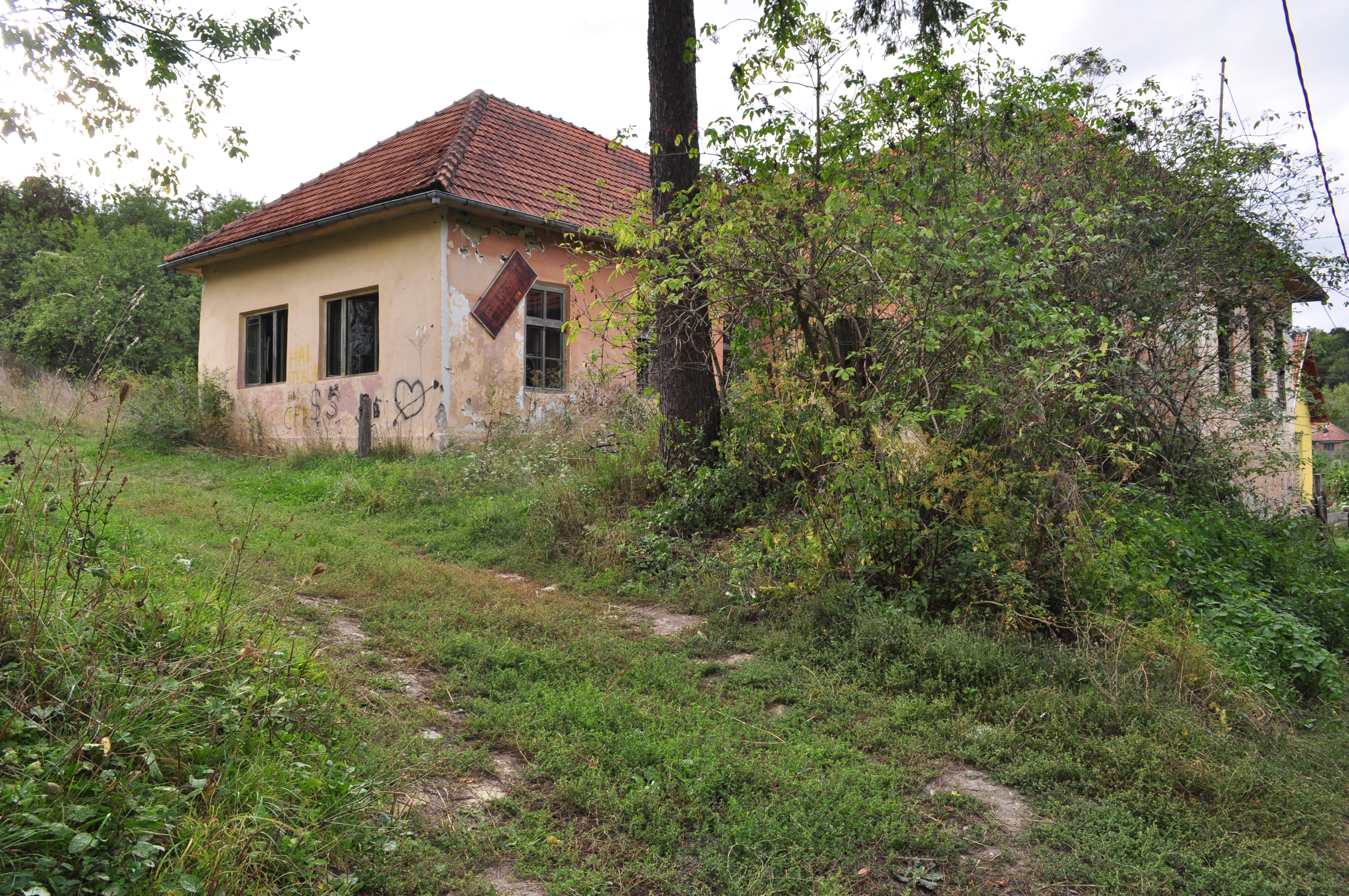
Școală părăsită